# Список дипломатичних місій в Косові

Список дипломатичних місій в Косові

Список дипломатичних місій в Косові. Станом на 2016 у місті Приштина, столиці Республіки, відкрито 21 посольство.

## Посольства
| - Албанія - Австрія - Болгарія - Хорватія - Чехія - Фінляндія - Франція - Німеччина - Угорщина - Італія - Люксембург | - Північна Македонія - Чорногорія - Нідерланди - Норвегія - Словенія - Швеція - Швейцарія - Туреччина - Велика Британія - США |

## Офіси зв'язку
| - Бельгія - КНР - Європейський Союз - Данія - Греція | - Японія - Румунія - Росія - Словаччина |

## Генеральне консульство
Призрен
- Туреччина [2]

## Акредитовані посольства
| - Афганістан (Софія) - Австралія (Відень) - Канада (Загреб) - Колумбія (Відень)+ - Данія (Відень) - Естонія (Відень) - Гана (Анкара) - Ірландія (Будапешт) - Японія (Відень) - Кувейт (Тирана) - Латвія (Любляна) | - Малайзія (Рим) - Чорногорія (Рим) - Пакистан (Анкара) - Панама (Гаага) - Польща (Скоп'є)+ - Португалія (Тирана) - Катар (Тирана) - Саудівська Аравія (Тирана) - Іспанія (Скоп'є)- - Того (Берлін) - ОАЕ (Подгориця) |

+ = Нема дипломатичних відносин. 
- = Нема дипломатичних відносин та дипломатичного визнання.